# Lochen am See
Lochen am See è un comune austriaco di 2 660 abitanti nel distretto di Braunau am Inn, in Alta Austria.
Il nome della località fa riferimento al Mattsee, distante circa 5 km dall'abitato.